# Remote Installation Services
Remote Installation Services (kurz: RIS; deutsch: Remoteinstallationsdienste) sind ein optionaler Bestandteil von Microsoft Windows 2000 und Microsoft Windows Server 2003, mit dem Speicherabbilder von Betriebssystemen oder vollständigen Computerkonfigurationen einschließlich Einstellungen und Anwendungsprogrammen erstellt werden, damit diese Netzwerk-Clients verteilt werden können, um diese teilweise oder komplett per Remote Service zu installieren.

## Funktionsweise
Auf dem RIS-Server können mehrere Abbilder der gewünschten Betriebssysteme erstellt werden. Die Abbilder werden direkt auf dem Server durch Einlesen der Installations-CD des jeweiligen Betriebssystems erzeugt. Es ist nicht notwendig (aber dennoch möglich), zunächst einen PC zu installieren, um von diesem ein Abbild zu erzeugen. Wie bei einer unbeaufsichtigten Installation wird mit Antwortdateien gearbeitet, die einem Abbild zugeordnet werden. In diesen Dateien sind Informationen wie der Lizenzschlüssel oder der Computername hinterlegt. Antwortdateien sind frei editierbar und können nach Bedarf alle notwendigen Informationen enthalten oder nur Grundinformationen. Dadurch kann die Installation am Client vollständig ohne Benutzereingaben durchgeführt werden, oder der Benutzer muss noch einzelne Angaben wie z. B. den Computernamen während der Installationsprozedur eingeben.
Die Installation erfolgt über PXE-Technologie, der zu installierende Rechner wird über die Netzwerkkarte gebootet und lädt das zu installierende Abbild über das Netzwerk vom RIS-Server. Bei nicht PXE-fähigen Rechnern kann mit einer hierfür erstellten Startdiskette gestartet werden.
RIS kann verwendet werden, um die Erstinstallation des Betriebssystems vorzunehmen oder eine bestehende Installation zu überschreiben. Mit dieser Technologie können keine zusätzlichen Betriebssystemteile wie optionale Dienste zu einem bestehenden System hinzugefügt werden. RIS wird häufig eingesetzt, um eine standardisierte Grundinstallation auf mehreren Computern zu gewährleisten. Grundvoraussetzungen für den Einsatz sind ein konfiguriertes Active Directory und die Installation des Betriebssystems auf Laufwerk C:. Mit RIS kann kein anderes Laufwerk zur Installation ausgewählt werden.
Die drei Hauptkomponenten des RIS sind Boot Information Negotiation Layer (BINL), Trivial File Transfer Protocol (TFTP) und Single Instance Store (SIS).

## Weiterentwicklung
Nachfolger der Remote Installation Services wurden mit der Einführung von Microsoft Windows Server 2008 die Windows Deployment Services (WDS).